# Paulo Brunetti
Pour les articles homonymes, voir Brunetti.
Paulo Brunetti (Puerto Deseado, 19 octobre 1973), est un acteur argentin basé au Chili.

## Cinéma
- Nada por perder (2001)
- Whisky Romeo Zulu (2004)
- Vereda tropical (2004) -  Taxi boy
- Chile 672 (2006) - Osmar

## Télévision

### Telenovelas
- Verano del '98 (Telefe 1999-2000) - Gustavo "Tavo" Torres
- Resistiré (Telefe 2003) - Cristóbal Cuesta
- Hombres de honor (Canal 13 (Argentine) 2005)
- Montecristo (Telefe 2006)
- Lola (Canal 13 (Chili) 2007-2008) - Simón Lira
- Sin anestesia (Chilevisión 2009) - Franco Barbieri
- Mujeres de lujo (Chilevisión 2010) - Valentino Ricci/Julio Vázquez
- Manuel Rodríguez (Chilevisión 2010) - General José de San Martín
- Infiltradas (Chilevisión 2011) - Bautista Piantini/Bautista Martinelli
- Soltera otra vez (Canal 13 2012) : Gustavo (Participation spéciales)
- Las Vega's (Canal 13 2013) : Javier Riesco
- Mamá mechona (Canal 13) : Rafael Amenábar
- Chipe libre (Canal 13)

### Émissions
- Teatro en Chilevisión (Chilevisión)
  - ¡Cuidado con las jovencitas! (2010) - Coto
  - El dinero no hace la felicidad (2011)
- Sábado por la noche (MEGA 2011) - Lui-meme (Invitée)

## Théâtre
- 1994: Cámara lenta, historia de una cara, Dir. Oscar Barney Finn
- 1997: Solos, Dir. Marcos Zucker
- 1998: Ruta 14, Dir. Roberto Castro
- 1999: La vida es sueño, Dir. Daniel Suárez Marzal
- 1999: Mucho ruido y pocas nueces, Dir. Roberto Castro
- 2000: La excelsa, Dir. Oscar Barney Finn
- 2001: Madame Mao, Dir. Oscar Barney Finn
- 2002/2003: Lejana tierra mía, Dir. Oscar Barney Finn
- 2004: Las de Barranco, Dir. Oscar Barney Finn
- 2005: Numancia, Dir. Daniel Suárez Marzal
- 2006: El perro del hortelano, Dir. Daniel Suárez Marzal
- 2007: La gata sobre el tejado de zinc caliente, Dir. Oscar Barney Finn
- 2008: La gata sobre el tejado de zinc caliente, (Santiago du Chili)